# Adrien Ayestaran
Adrien Ayestarán (Épinay-sur-Seine, 7 de septiembre de 1987) es un jugador francés de rugby de ascendencia española que se desempeña como medio melé en el Rugby Club Orléans, es internacional absoluto con la selección de rugby de España.

## Trayectoria
Adrien Ayestaran comenzó a jugar al rugby en la escuela de rugby de Soisy-sous-Montmorency antes de incorporarse a la Academia de Racing 92.
En 2005, fichó por el Biarritz Olympique. Hizo su debut con el primer equipo durante la temporada 2009-2010 del Top 14, participando en el derbi vasco contra el Aviron Bayonnais en enero de 2010; jugaría cuatro partidos más la temporada siguiente con el primer equipo del BO.
Su primera internacionalidad con la selección española se produjo el 5 de febrero de 2011, contra Rusia, en el marco de la European Nations Cup. Su elegibilidad para la selección española está ligada a sus orígenes vascos.
Durante la pretemporada de 2011, fichó por el CA Périgueux, entonces de la Pro D2. Aunque el club descendió a la Fédérale 1, decidió quedarse una segunda temporada en el club.
Firmó un contrato para la temporada 2013-2014 con el Soyaux Angoulême XV, que entonces jugaba en la Fédérale 2. En su primer año, participó en el ascenso del club a la Fédérale 1. Ayestaran se convirtió en capitán del equipo, y también colaboró en el ascenso del club de Charente a la Pro D2 dos temporadas después.
En 2021 el Soyaux Angoulême XV descendió a la Nationale, Ayestaran dejó el club después de ocho temporadas y se unió al US Dax de la Pro D2 durante la pretemporada, firmando un contrato de dos años.
Al finalizar su contrato en 2023, firmó con el RC Orléans, equipo de la Fédérale 1. En su primera temporada el club logró el ascenso a la Nationale 2.